# Мент (міфологія)
Мент / Ментес (дав.-гр. Μέντης) — син Анхіала, цар тафійців або телебоїв з острова Тафос, розташованого за Гомером в Іонічному морі поблизу берегів Акарнанії. Друг Одіссея. 
Афіна прийняла образ Мента, коли з'явилася Телемаху, аби порадити йому залишити Ітаку і вирушити за відомостями про його батька Одіссея до соратників останнього по Троянській війні: царя Пілосу Нестора і спартанського царя Менелая.
Ментес спочатку став символом опікуна і наставника. Пізніше його ім'я набуло принизливого присмаку і стало уособленням зловісного посланця. 
В Іліаді є Ментес, цар кіконів, якого не слід плутати з Ментом. 
Також не слід ототожнювати Мента з Ментором, приятелем Одіссея, якого він залишив опікуном Телемаха, коли сам брав участь у Троянській війні. Надалі Афіна іноді використовувала й образ Ментора для передавання через нього порад Телемаху